# Lijst van burgemeesters van Sint Philipsland
Dit is een lijst van burgemeesters van de voormalige Nederlandse gemeente Sint Philipsland tot die gemeente op 1 januari 1995 opging in de gemeente Tholen.
| Ambtsperiode | Naam burgemeester                      | Partij of stroming | Bijzonderheden |
| ------------ | -------------------------------------- | ------------------ | --- |
| 1812 - 1827  | Machiel Mol                            |                    | Bij de benoemingen op 6 mei 1803 werd Mol schout van de gemeente Sint Philipsland.                                              |
| 1827 - 1836  | Jacobus Stols                          |                    | Bij de benoemingen op 6 mei 1803 staat Stols genoteerd bij de Schepenen en Leden van het Gemeente Bestuur van Sint Philipsland. |
| 1837 - 1851  | Marinus Dorst                          |                    | |
| 1852 - 1856  | B.A. Kramer                            |                    | |
| 1856 - 1860  | A. van Haaften                         |                    | |
| 1861 - 1863  | Willem Frederik del Campo genaamd Camp |                    | |
| 1863 - 1869  | Jan Willem del Campo genaamd Camp      |                    | zoon van zijn voorganger |
| 1869 - 1870  | J. van Dijk                            |                    | |
| 1870 - 1876  | F.W.S. van Staedel                     |                    | |
| 1876 - 1882? | A. de Rooij                            |                    | |
| 1882 - 1900  | J.J. Geense                            |                    | |
| 1900 - 1917  | W.C. van der Sleyden                   |                    | |
| 1917 - 1926  | Lambertus Nilant                       |                    | |
| 1927 - 1946  | H.P. Kleppe                            |                    | in de periode van mei tot oktober 1945 was H.D. Trimpe waarnemend burgemeester                                                  |
| 1946 - 1966  | L.J. de Jonge                          |                    | |
| 1966 - 1972  | Gerard (G.) van Velzen                 | SGP                | |
| 1973 - 1981  | Gert (G.) van den Berg                 | SGP                | |
| 1981 - 1993  | T.A. Vogel                             | SGP                | |
| 1993 - 1995  | Ton (A.) Verbree                       | CDA                | waarnemend |